# Azərreyl Voleybol Klubu 2014-2015
Questa voce raccoglie le informazioni riguardanti le Azərreyl Voleybol Klubu nella stagione 2014-2015.

## Organigramma societario
Area direttiva
- Presidente: Faiq Qarayev

Area tecnica
- Allenatore: Vugar Aliyev
- Assistente allenatore: Emin Abilov

## Rosa
| N° | Nome                  | Ruolo | Data di nascita   | Nazionalità sportiva |
| -- | --------------------- | ----- | ----------------- | -------------------- |
| 1  | Leyla Parshkova       | L     | 19 agosto 1998    | Azerbaigian          |
| 2  | Irina Makarenko       | P     | 26 settembre 1992 | Azerbaigian          |
| 3  | Aksana Stremuževskaja | S/O   | 23 novembre 1979  | Bielorussia          |
| 4  | Nasja Dimitrova       | C     | 6 novembre 1992   | Bulgaria             |
| 5  | Carla Rueda           | S     | 19 aprile 1990    | Perù                 |
| 6  | Ol'ha Savenčuk        | S     | 20 maggio 1988    | Ucraina              |
| 7  | Yuliya Pshanichnykh   | S     | 6 agosto 1996     | Azerbaigian          |
| 8  | Shafag Karimova       | L     | 15 ottobre 1988   | Azerbaigian          |
| 9  | Elena Parchomenko     | C     | 11 settembre 1982 | Azerbaigian          |
| 11 | Iuliia Karimova       | L     | 7 febbraio 1988   | Azerbaigian          |
| 12 | Shafagat Habibova     | P     | 3 agosto 1991     | Azerbaigian          |
| 15 | Aynur Kərimova        | C     | 7 dicembre 1988   | Azerbaigian          |
| 16 | Kseniya Pavlenko      | C     | 30 agosto 1993    | Azerbaigian          |

## Mercato
| Acquisti | Acquisti              | Acquisti           | Acquisti   |
| R.       | Nome                  | da                 | Modalità   |
| -------- | --------------------- | ------------------ | ---------- |
| L        | Leyla Parshkova       | ?                  | definitivo |
| P        | Irina Makarenko       | Lokomotiv Biləcəri | definitivo |
| S/O      | Aksana Stremuževskaja | Pribuž'e Brest     | definitivo |
| C        | Nasja Dimitrova       | Levski Sofia       | definitivo |
| S        | Carla Rueda           | Deportivo Géminis  | definitivo |
| S        | Ol'ha Savenčuk        | Chimik             | definitivo |
| S        | Yuliya Pshanichnykh   | Inattiva           | definitivo |
| L        | Shafag Karimova       | Inattiva           | definitivo |
| L        | Iuliia Karimova       | ?                  | definitivo |
| C        | Kseniya Pavlenko      | Inattiva           | definitivo |
| C        | Elena Parchomenko     | Inattiva           | definitivo |

| Cessioni | Cessioni             | Cessioni       | Cessioni   |
| R.       | Nome                 | a              | Modalità   |
| -------- | -------------------- | -------------- | ---------- |
| O        | Anastasija Artem'eva | Azəryol        | definitivo |
| C        | Gwendolyn Rucker     | Târgoviște     | definitivo |
| C        | Elena Parchomenko    | -              | ritirata   |
| C        | Ayşən Əbdüləzimova   | Lokomotiv Baku | definitivo |
| P        | Lora Kitipova        | Azəryol        | definitivo |
| S        | Ülkər Kərimova       | Lokomotiv Baku | definitivo |
| S/O      | Yunieska Robles      | Al-Ahly        | definitivo |
| S        | Dušanka Karić        | Bursa BB       | definitivo |
| S        | Katerina Zhidkova    | Azəryol        | definitivo |
| L        | Oksana Kiselyova     | Lokomotiv Baku | definitivo |
| S        | Aliaksandra Prupas   | -              | ritirata   |

## Risultati

### Superliqa

#### Regular season

##### 1º round
| 1ª giornata - 1 novembre 2014 ?, ?  | Rabitə Baku | 3 - 0 | Azərreyl       | 25-20, 25-22, 25-22               |
| 2ª giornata - 7 novembre 2014 ?, ?  | Azərreyl    | 0 - 3 | Lokomotiv Baku | 15-25, 24-26, 15-25               |
| 3ª giornata - 15 novembre 2014 ?, ? | Azəryol     | 3 - 0 | Azərreyl       | 26-24, 25-20, 25-15               |
| 5ª giornata - 28 novembre 2014 ?, ? | Azərreyl    | 2 - 3 | Telekom Baku   | 20-25, 25-27, 25-23, 25-18, 11-15 |

##### 2º round
| 6ª giornata - 3 dicembre 2014 ?, ?   | Azərreyl       | 0 - 3 | Rabitə Baku | 8-25, 18-25, 23-25                |
| 7ª giornata - 6 dicembre 2014 ?, ?   | Lokomotiv Baku | 3 - 0 | Azərreyl    | 25-19, 25-16, 25-16               |
| 8ª giornata - 14 dicembre 2014 ?, ?  | Azərreyl       | 0 - 3 | Azəryol     | 20-25, 16-25, 15-25               |
| 10ª giornata - 22 dicembre 2014 ?, ? | Telekom Baku   | 2 - 3 | Azərreyl    | 20-25, 25-19, 25-22, 18-25, 11-15 |

##### 3º round
| 11ª giornata - 25 gennaio 2015 ?, ?  | Rabitə Baku | 3 - 0 | Azərreyl       | 25-21, 25-5, 25-9          |
| 12ª giornata - 31 gennaio 2015 ?, ?  | Azərreyl    | 0 - 3 | Lokomotiv Baku | 8-25, 17-25, 20-25         |
| 13ª giornata - 6 febbraio 2015 ?, ?  | Azəryol     | 3 - 0 | Azərreyl       | 25-21, 25-22, 25-20        |
| 15ª giornata - 25 febbraio 2015 ?, ? | Azərreyl    | 3 - 1 | Telekom Baku   | 20-25, 27-25, 25-20, 25-23 |

##### 4º round
| 16ª giornata - 7 marzo 2015 ?, ?  | Azərreyl       | 1 - 3 | Rabitə Baku | 21-25, 21-25, 25-21, 23-25        |
| 17ª giornata - 16 marzo 2014 ?, ? | Lokomotiv Baku | 3 - 1 | Azərreyl    | 20-25, 26-24, 25-10, 25-22        |
| 18ª giornata - 19 marzo 2015 ?, ? | Azərreyl       | 3 - 2 | Azəryol     | 23-25, 25-17, 25-20, 21-25, 15-13 |
| 20ª giornata - 30 marzo 2015 ?, ? | Telekom Baku   | 2 - 3 | Azərreyl    | 25-18, 25-21, 18-25, 23-25, 12-15 |

#### Play-off

##### Semifinali
| Gara 1 - 4 aprile 2015 ?, ? | Rabitə Baku | 3 - 0 | Azərreyl    | 19-25, 19-25, 15-25        |
| Gara 2 - 6 aprile 2015 ?, ? | Azərreyl    | 1 - 3 | Rabitə Baku | 18-25, 26-24, 13-25, 17-25 |

##### Finale 3º posto
| Gara 1 - 10 aprile 2015 ?, ? | Azəryol  | 3 - 0 | Azərreyl | 25-22, 25-10, 25-16 |
| Gara 2 - 12 aprile 2015 ?, ? | Azərreyl | 0 - 3 | Azəryol  | 21-25, 29-31, 18-25 |

### Challenge Cup

#### Fase ad eliminazione diretta
| Secondo turno (andata) - 11 novembre 2014 A.Y.S. Sport Hall, Baku                | Ti-Volley Innsbruck   | 0 - 3 | Azərreyl              | 10-25, 16-25, 18-25                          |
| Secondo turno (ritorno) - 12 novembre 2014 A.Y.S. Sport Hall, Baku               | Azərreyl              | 3 - 0 | Ti-Volley Innsbruck   | 25-17, 25-15, 25-15                          |
| Sedicesimi di finale (andata) - 11 dicembre 2014 A.Y.S. Sport Hall, Baku         | Azərreyl              | 3 - 0 | Köniz                 | 25-18, 25-21, 25-21                          |
| Sedicesimi di finale (ritorno) - 17 dicembre 2014 Sporthalle Weissenstein, Berna | Köniz                 | 3 - 1 | Azərreyl              | 17-25, 25-19, 25-18, 25-15 Golden set: 11-15 |
| Ottavi di finale (andata) - 14 gennaio 2015 Steinkjerhallen, Steinkjer           | Stod Volley Steinkjer | 3 - 1 | Azərreyl              | 25-18, 25-18, 22-25, 27-25                   |
| Ottavi di finale (ritorno) - 22 gennaio 2015 A.Y.S. Sport Hall, Baku             | Azərreyl              | 3 - 0 | Stod Volley Steinkjer | 25-19, 25-20, 25-21 Golden set: 16-18        |

## Statistiche

### Statistiche di squadra
| Competizione    | Punti | In casa | In casa | In casa | In trasferta | In trasferta | In trasferta | Totale | Totale | Totale |
| Competizione    | Punti | G       | V       | P       | G            | V            | P            | G      | V      | P      |
| --------------- | ----- | ------- | ------- | ------- | ------------ | ------------ | ------------ | ------ | ------ | ------ |
| Superliqa azera | 10    | 10      | 2       | 8       | 10           | 2            | 8            | 20     | 4      | 16     |
| Challenge Cup   | -     | 3       | 3       | 0       | 3            | 1            | 2            | 6      | 4      | 2      |
| Totale          | -     | 13      | 5       | 8       | 13           | 3            | 10           | 26     | 8      | 18     |

G = partite giocate; V = partite vinte; P = partite perse

### Statistiche dei giocatori
| N. Dimitrova      | Statistiche assenti | 4 | 29 | 21 | 5  | 3  | Statistiche assenti |
| S. Habibova       | Statistiche assenti | 6 | 15 | 3  | 4  | 8  | Statistiche assenti |
| A. Kərimova       | Statistiche assenti | 6 | 46 | 30 | 16 | 0  | Statistiche assenti |
| I. Karimova       | Statistiche assenti | 6 | 0  | 0  | 0  | 0  | Statistiche assenti |
| S. Karimova       | Statistiche assenti | - | -  | -  | -  | -  | Statistiche assenti |
| I. Makarenko      | Statistiche assenti | 5 | 1  | 1  | 0  | 0  | Statistiche assenti |
| L. Parshkova      | Statistiche assenti | 4 | 0  | 0  | 0  | 0  | Statistiche assenti |
| E. Parchomenko    | Statistiche assenti | 1 | 0  | 0  | 0  | 0  | Statistiche assenti |
| K. Pavlenko       | Statistiche assenti | 6 | 25 | 10 | 5  | 10 | Statistiche assenti |
| Y. Pshanichnykh   | Statistiche assenti | 4 | 8  | 5  | 0  | 3  | Statistiche assenti |
| C. Rueda          | Statistiche assenti | 6 | 55 | 44 | 9  | 2  | Statistiche assenti |
| O. Savenčuk       | Statistiche assenti | 6 | 80 | 62 | 14 | 4  | Statistiche assenti |
| A. Stremuževskaja | Statistiche assenti | 6 | 82 | 69 | 10 | 3  | Statistiche assenti |

P = presenze; PT = punti totali; AV = attacchi vincenti; MV = muri vincenti; BV = battute vincenti